# Colpotrochia pesada
Colpotrochia pesada là một loài tò vò trong họ Ichneumonidae.